# Control (Messe)

Logo der Control

Die Control ist die internationale Leitmesse für Qualitätssicherung. Seit 1987 findet sie jährlich statt, mit Ausnahme der beiden Pandemiejahre 2020 und 2021.
Die Themenschwerpunkte der Messe sind Messtechnik, Analysegeräte, Optoelektronik, Organisation, QS-Systeme sowie Werkstoffprüfung zur Sicherstellung der Qualität der Ware von produzierenden Unternehmen. Veranstalter der Messe ist die P. E. Schall GmbH & Co. KG.
Die deutsche Control 2011 fand vom 3. bis zum 6. Mai 2011 in vier Hallen auf dem Stuttgarter Messegelände statt. Insgesamt präsentierten 820 Aussteller aus 27 Ländern ihre Produkte und Dienstleistungen; auch die Fraunhofer-Gesellschaft ist auf dieser Messe vertreten. Die Besucherzahl betrug insgesamt 24.462, davon kamen rund 22 % aus dem Ausland.
Bei der Control 2012 in Stuttgart präsentierten vom 8. bis 11. Mai insgesamt 836 Aussteller aus 31 Ländern den 24.843 Fachbesucher aus 88 Nationen ihre Produkte und Dienstleistungen. Die Control 2013 wurde von 24.595 Besuchern aus 89 Nationen besucht. Sie fand vom 14. bis 17. Mai 2013 statt. Im Jahr 2014 kamen 25.445 Besuchern aus insgesamt 89 Ländern.
2015 fand die deutsche Messe vom 5. bis 8. Mai 2015 in Stuttgart statt. Erstmals konnten über 900 Aussteller aus 32 Ländern registriert werden.
2024 fand die Messe verkleinert in nur noch zwei Hallen statt, da ehemals große Aussteller nicht an der Messe teilnehmen. Es nahmen 475 Aussteller und 13.149 Fachbesucher teil.
Die Control öffnet jährlich zudem in Shanghai, Parma und Paris ihre Tore.